# 5e législature de la Colombie-Britannique

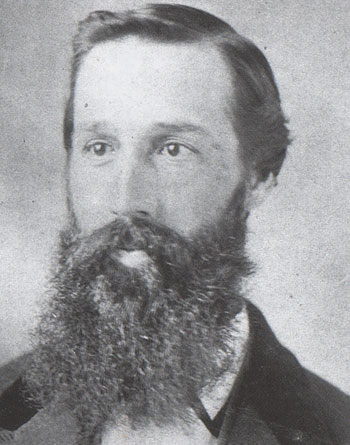
William Smithe, premier ministre (1883-1887)

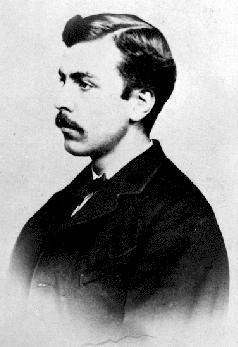
Alexander Edmund Batson Davie, premier ministre (1887-1889)

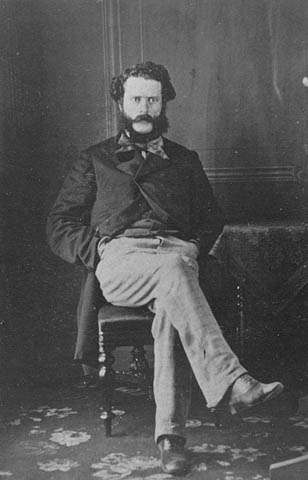
John Robson, premier ministre (1889-1890)

La 5e législature de la Colombie-Britannique a siégé de 1887 à 1890. Ses membres sont élus lors de l'élection générale de 1886 (en). William Smithe forme un gouvernement et demeure en poste jusqu'à son décès en mai 1887. Alexander Edmund Batson Davie forme un nouveau gouvernement et meurt également en fonction en 1889. John Robson succède à Davie.
Charles Edward Pooley est président de l'Assemblée pendant la durée de la législature allant de 1887 à 1889. Lorsque ce dernier est nommé au cabinet, David Williams Higgins lui succède.
Il y a eu quatre sessions durant la 5e législature.
| Session | Début           | Fin           |
| ------- | --------------- | ------------- |
| 1re     | 24 janvier 1887 | 7 avril 1887  |
| 2e      | 27 janvier 1888 | 28 avril 1888 |
| 3e      | 31 janvier 1889 | 6 avril 1889  |
| 4e      | 23 janvier 1890 | 26 avril 1890 |

## Membre de la 5elégislature
| Député                        | Circonscription      | Parti        |
| ----------------------------- | -------------------- | ------------ |
| George Cowan                  | Cariboo              | Gouvernement |
| Robert McLeese                | Cariboo              | Opposition   |
| Joseph Mason                  | Cariboo              | Gouvernement |
| John Grant                    | Cassiar              | Opposition   |
| Anthony Maitland Stenhouse    | Comox                | Opposition   |
| Henry Croft                   | Cowichan             | Gouvernement |
| William Smithe                | Cowichan             | Gouvernement |
| David Williams Higgins        | Esquimalt            | Gouvernement |
| Charles Edward Pooley         | Esquimalt            | Gouvernement |
| James Baker                   | Kootenay             | Gouvernement |
| Edward Allen                  | Lillooet             | Gouvernement |
| Alexander Edmund Batson Davie | Lillooet             | Gouvernement |
| Robert Dunsmuir               | Nanaimo              | Gouvernement |
| William Raybould              | Nanaimo              | Gouvernement |
| William Henry Ladner          | New Westminster      | Opposition   |
| James Orr                     | New Westminster      | Opposition   |
| John Robson                   | New Westminster      | Gouvernement |
| William Norman Bole           | New Westminster City | Opposition   |
| George William Anderson       | Victoria             | Gouvernement |
| Robert Franklin John          | Victoria             | Gouvernement |
| Robert Beaven                 | Victoria City        | Opposition   |
| Theodore Davie                | Victoria City        | Gouvernement |
| Edward Gawler Prior           | Victoria City        | Gouvernement |
| John Herbert Turner           | Victoria City        | Gouvernement |
| George Bohun Martin           | Yale                 | Gouvernement |
| Charles Augustus Semlin       | Yale                 | Opposition   |
| Forbes George Vernon          | Yale                 | Gouvernement |

Notes:
1. ↑  Candidat pro-gouvernement, soutien de l'administration Smithe
2. ↑  Opposé à l'administration Smithe

## Élections partielles
Durant cette période, une élection partielle était requise à la suite de la nomination d'un député au cabinet.
- Forbes George Vernon, chef commissaire aux Terres et Travaux (Chief Commissioner of Lands and Works)[6], élu le 4 juin 1887
- John Herbert Turner, mninistre des Finances[7], élu le 1er septembre 1887
- Theodore Davie, procureur général[8], élu le qer septembre 1889

D'autres élections partielles ont été tenues pour diverses autres raisons:
| Circonscription      | Député                  | Élection          | Motif                                                                                        |
| -------------------- | ----------------------- | ----------------- | -------------------------------------------------------------------------------------------- |
| Nanaimo              | George Thomson          | 3 janvier 1887    | Décès de W. Raybould le 3 décembre 1886                                                      |
| Cowichan             | Henry Fry               | 5 mai 1887        | Décès de W. Smithe le 28 mars 1887                                                           |
| Comox                | Thomas Basil Humphreys  | 30 décembre 1887  | A.M. Stenhouse démissionne pour rejoindre la LDS Church                                      |
| Victoria City        | Simeon Duck             | 25 janvier 1888   | E.G. Prior démissionne de son siège pour se présenter lors d'une élection partielle fédérale |
| Victoria             | James Tolmie            | 30 juin 1888      | R.F. John démissionne de son siège pour devenir warden à Victoria                            |
| Cariboo              | Ithiel Blake Nason      | 26 novembre 1888  | R. McLeese démissionne pour se présenter lors d'une élection partielle fédérale              |
| Nanaimo              | Andrew Haslam           | 14 juin 1889      | Décès de R. Dunsmuir le 12 avril 1889                                                        |
| Lillooet             | Alfred Wellington Smith | 21 septembre 1889 | Décès de A.E.B. Davie le 1er août 1889                                                       |
| New Westminster City | Thomas Cunningham       | 25 novembre 1889  | Démission de H.N. Bole après une nomination à la County Court                                |

Notes:
1. ↑  Sans opposition